# Curtatone

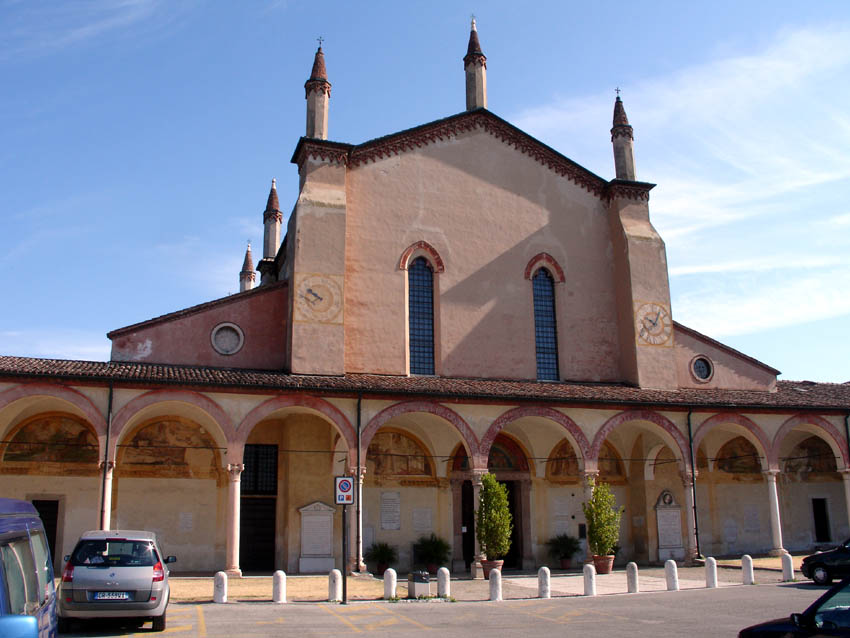
Santuario della Beata Vergine delle Grazie

Curtatone ist eine norditalienische Gemeinde (comune) mit 14.675 Einwohnern (Stand 31. Dezember 2023) in der Provinz Mantua in der Lombardei. Seit 2002 trägt die Gemeinde den Titel città (Stadt). Der Verwaltungssitz der Gemeinde befindet sich im Ortsteil Montanara. Fraktionen sind Buscoldo, Eremo, Grazie, Levata, Montanara, Ponteventuno, San Lorenzo, San Silvestro, Curtatone und  Mezzalana. Grazie ist Mitglied der Vereinigung I borghi più belli d’Italia (Die schönsten Orte Italiens). 
Curtatone liegt etwa 6 Kilometer westlich von Mantua unterhalb des Parco del Mincio und dem Flusslauf des Mincio.

## Geschichte
Im ersten italienischen Unabhängigkeitskrieg fand bei Curtatone und Montanara am 29. Mai 1848 eine Schlacht zwischen den Truppen des Kaisertums Österreich unter dem Kommando Josef Radetzkys und den zahlenmäßig weit unterlegenen Truppen des Großherzogtums Toskana statt, die durch ein Regiment des Königreichs beider Sizilien und Freiwilligenverbänden aus Neapel sowie Studenten und Universitätsprofessoren verschiedener toskanischer Universitäten unterstützt wurden. Die Schlacht endete mit einem österreichischen Sieg, verhalf aber den verbündeten piemontesischen Truppen sich neu zu organisieren und die Österreicher am Tag darauf  bei Goito zu schlagen.

## Verkehr
Durch die Gemeinde führt die Strada statale 10 Padana Inferiore von Turin nach Monselice. Die Eisenbahnlinie Cremona-Mantua führt zwar durch die Gemeinde, der nächste Bahnhof befindet sich allerdings in Castellucchio. Bei Curtatone gibt es einen kleinen Flugplatz (Aviosuperficie Città di Curtatone) für die Allgemeine Luftfahrt.

## Persönlichkeiten
- Emma Danieli (1936–1998), Filmschauspielerin